# Steve Schirripa
Steve Schirripa, né le 3 septembre 1957, à Bensonhurst, New York (États-Unis) est un humoriste et acteur américain.
Il est surtout connu pour son rôle de Bobby Baccalieri dans Les Soprano et Roberto dans Les Rebelles de la forêt.

## Biographie
Son père, Ralph Schirripa était italo-américain. Sa mère, Lorraine Schirripa (née Bernstein) était juive.
Ses grands-parents, Ilario Schirripa et Maria Capacci étaient de Riace, Italie.
Il a trois sœurs, Donna, Diane et Doreen Schirripa. Et un frère, Richard Schirripa.

### Vie privée
Il est marié à Laura Lemos depuis 1989. Ils ont deux filles, Bria et Ciara Schirripa.

## Filmographie

### Cinéma

#### Longs métrages
- 1998 : Welcome to Hollywood d'Adam Rifkin et Tony Markes : Le directeur à l'hôtel Riviera
- 1998 : Las Vegas Parano (Fear and Loathing in Las Vegas) de Terry Gilliam : Un homme
- 1998 : All About Sex (Denial) d'Adam Rifkin : Le témoin
- 1999 : Les Adversaires (Play It to the Bone) de Ron Shelton : Un homme à la fête
- 1999 : Detroit Rock City d'Adam Rifkin : Un homme
- 1999 : Speedway Junky de Nickolas Perry : Un agent de sécurité
- 1999 : The Runner de Ron Moler : Le présentateur
- 1999 : The Debtors d'Evi Quaid : Un homme
- 2000 : Les Pierrafeu à Rock Vegas (The Flintstones in Viva Rock Vegas) de Brian Levant : Le croupier
- 2001 : Spot (See Spot Run) de John Whitesell : Arliss
- 2001 : Joe La Crasse (Joe Dirt) de Dennie Gordon : Hood
- 2001 : Alex in Wonder de Drew Ann Rosenberg : Steve
- 2003 : Stuey d'A.W. Vidmer : Anthony
- 2005 : La Main au collier (Must Love Dogs) de Gary David Goldberg : Vinnie
- 2005 : Meet the Mobsters de Larry Blamire : Tony
- 2005 : Duane Hopwood de Matt Mulhern : Steve
- 2006 : Les Rebelles de la forêt (Open Season) de Jill Culton, Roger Allers et Anthony Stacchi : Roberto (voix)
- 2009 : The Hungry Ghosts de Michael Imperioli : Frank
- 2009 : Jordon Saffron: Taste This! de Sergio Myers : Louie
- 2010 : Au-delà (Hereafter) de Clint Eastwood : Carlo
- 2010 : Les Rebelles de la forêt 3 (Open Season 3) de Cody Cameron : Roberto (voix)
- 2011 : Bulletproof Gangster (Kill the Irishman) de Jonathan Hensleigh : Mike Frato
- 2014 : Jersey Boys de Clint Eastwood : Vito
- 2014 : Planes 2 (Planes: Fire & Rescue) de Roberts Gannaway : Steve (voix)
- 2015 : Chasing Yesterday de Joseph Pernice : Père Ed
- 2017 : Wonder Wheel de Woody Allen : Nick
- 2021 : 40-Love de Fred Wolf : Steve, l'agent de sécurité
- 2023 : Under the Boardwalk de David Soren et Chris Kirshbaum : Mr Marinara (voix)

#### Courts métrages
- 2004 : What Are the Odds de Bev Land : Tony
- 2010 : LiL DPC: The World of Richard P. Cummings Jr. de Michael D. Ratner : Richard P. Cummings Sr
- 2011 : LiL DPC 2: The Life of a Don de Michael D. Ratner : Richard P. Cummings Sr
- 2013 : A Poet Long Ago de Bob Giraldi : Sonny

### Télévision

#### Séries télévisées
- 1998 : Chicago Hope : La Vie à tout prix (Chicago Hope) : Un agent de sécurité
- 1999 : Angel : Benny
- 1999 : Pensacola (Pensacola: Wings of Gold) : Tony
- 1999 : Un gars du Queens (The King of Queens) : Un homme
- 2000 : Battery Park : Anthony
- 2000 - 2007 : Les Soprano (The Sopranos) : Robert "Bobby" Baccalieri
- 2001 : Black Scorpion : Un collectionneur
- 2003 : Columbo : Freddie
- 2003 : New York, unité spéciale (Law and Order: Special Victims Unit) : Paulie Obregano
- 2003 : Une famille du tonnerre (George Lopez) : Tony
- 2003 : Ed : Sandy Buckman
- 2003 : Ma famille d'abord (My Wife and Kids) : Le vendeur d'assurance
- 2004 : Star Trek: Enterprise (Enterprise) : Carmine
- 2004 : Joey : Le patron
- 2005 : La Ligue des justiciers (Justice League Unlimited) : Cecil (voix)
- 2004 : New York, police judiciaire (Law and Order) : Frederico Libretti
- 2008 : Stargate Atlantis : Un joueur de poker
- 2008 - 2013 : La Vie secrète d'une ado ordinaire (The Secret Life of the American Teenager) : Léo Boykewick
- 2009 : Ugly Betty : Frankie Burrata
- 2009 : Brothers : Louie
- 2009 / 2012 : Aqua Teen Hunger Force : Le partenaire de Terry / Dante (voix)
- 2012 : The Soul Man : Pasteur Fanucci
- 2012 : Call Me Fitz : Sean
- 2014 : Black Box : Joey Giordano
- 2014 : American Dad! : Le barman (voix)
- 2015 : Sirens : Jimmy O'Shea
- 2015 : Benders : Vito
- 2015 - 2024 : Blue Bloods : Détective Anthony Abetemarco
- 2016 : TripTank : Le boss / Jeff (voix)
- 2017 : Jeff & Some Aliens : Le prêteur sur gage (voix)

#### Téléfilms
- 2000 : Kiss Tomorrow Goodbye de Jason Priestley : Un policier
- 2002 : Monday Night Mayhem d'Ernest R. Dickerson : Sal
- 2008 : A Muppets Christmas: Letters to Santa de Kirk R. Thatcher (en) : Un gangster
- 2009 : Mariage en blanc (My Fake Fiancé) de Gil Junger : Monkey
- 2013 : Nicky Deuce de Jonathan A. Rosenbaum : Oncle Frankie